# Růstový hormon
Růstový hormon (GH) nebo lidský růstový hormon (hGH nebo HGH) nebo také somatotropin (STH) je peptidový hormon, který stimuluje růst, reprodukci buněk a regeneraci buněk u lidí a jiných zvířat. Je důležitý v lidském vývoji a jde o typ mitogenu, který je specifický pouze pro určité druhy buněk. Růstový hormon je polypeptid s jedním řetězcem obsahujícím 191 aminokyselin, který je syntetizován, uložen a vylučován somatotropními buňkami v laterálních komorách adenohypofýzy .
Růstový hormon je produkován chromofilními acidofilními somatotropními buňkami (somatotropy) adenohypofýzy. Je tvořen z prekursoru pre-somatotropinu (pre-STH) o molekulové hmotnosti 28 000, který může být také vylučován do krve, avšak nemá žádné účinky. Růstový hormon a jeho sekrece je větší, pokud se omezí cukry ve stravě, větší množství krevního cukru a následně inzulínu v krevním řečišti extrémním způsobem potlačuje tvorbu růstového hormonu. GH je stresový hormon, který stimuluje produkci IGF-1 a zvyšuje koncentraci glukózy a volných mastných kyselin.
Rekombinantní forma hGH, nazývaná somatropin (INN), se používá jako lék na předpis k léčbě poruch růstu dětí a nedostatku dospělého růstového hormonu. Ve Spojených státech je dostupný pouze na lékařský předpis. V posledních letech ve Spojených státech někteří lékaři začali předepisovat růstový hormon u starších pacientů s nedostatkem GH (nikoliv ale zdravých lidí) ke zvýšení vitality. I když to bylo legální, účinnost a bezpečnost tohoto použití u HGH nebyla v klinickém hodnocení testována. HGH stále považuje za velmi složitý hormon a mnohé z jeho funkcí jsou dosud neznámé.
Jako anabolického činidla je HGH používán sportovními soutěžícími nejméně od roku 1982 a byl zakázán IOC a NCAA. Tradiční analýza moči nezjistila doping s HGH, takže zákaz byl nevynutitelný až do začátku roku 2000, kdy se začaly rozvíjet krevní testy, které mohly rozlišovat mezi přírodním a umělým HGH. Krevní testy prováděné WADA na olympijských hrách v Aténách v Řecku v roce 2004 byly zaměřeny především na HGH. Použití léku pro zlepšení výkonu není v současné době schváleno úřadem pro kontrolu léčiv.
GH byla zkoumána pro efektivnější využívání hospodářských zvířat v průmyslovém zemědělství a bylo vynaloženo značné úsilí na získání vládního souhlasu s používáním GH v živočišné výrobě. Toto použití byla kontroverzní. Ve Spojených státech je použití GH pro hospodářská zvířata schváleno pouze FDA, a to použití krávy specifické formy GH nazývané bovinní somatotropin pro zvýšení produkce mléka u dojnic. Maloobchodníci mohou označit kontejnery s mlékem vyrobeným s bovinním somatotropinem.

## Regulace
Vylučování růstového hormonu (GH) v hypofýze je regulováno neurosekrečními jádry hypotalamu. Tyto buňky uvolňují peptid zvaný hormon-uvolňující růstový hormon (GHRH nebo somatokrinin) a hormon inhibující růstový hormon (GHIH nebo somatostatin) do hypofýzy portální žilní krví obklopující hypofýzu. Uvolňování GH v hypofýze je primárně určováno rovnováhou těchto dvou peptidů, které jsou následně ovlivněny mnoha fyziologickými stimulátory (např. cvičením, výživou, spánkem) a inhibitory (např. volnými mastnými kyselinami) sekrece GH. Somatotropní buňky v přední části hypofýzy pak syntetizují a sekretují GH pulzně, v odezvě na tyto stimuly hypotalamu. Největší a nejllépe předvídatelný z těchto vrcholů GH nastává přibližně hodinu po nástupu spánku s hladinami 13 až 72 ng/ml v plazmě. Jinak existují velké rozdíly v rámci dní i jedinců. Téměř padesát procent sekrece GH nastává během třetí a čtvrté fáze NREM spánku. Maxima sekrece během dne se vyskytují v intervalech 3 až 5 hodin. Plazmatické koncentrace GH během těchto vrcholů mohou být v rozmezí od 5 do 45 ng/ml. Mezi vrcholy jsou bazální hladiny GH nízké, obvykle nižší než 5 ng/ml po většinu dne a noci. Jiná analýza pulzního profilu GH ve všech případech zaznamenala méně než 1 ng/ml u bazálních hladin, zatímco maximální vrcholy byly umístěny kolem 10-20 ng/ml.
Je známo množství faktorů, které ovlivňují sekreci GH, jako je věk, pohlaví, strava, cvičení, stres a další hormony. Adolescenti vylučují GH v dávce přibližně 700 μg za den, zatímco zdraví dospělí vylučují GH v dávce přibližně 400 μg za den. Poruchy spánku obecně potlačují uvolňování GH, zejména po začátku dospělosti.

## Účinek
Podporuje transport aminokyselin do buněk a zde jejich zabudovávání do proteinů. Kromě toho stimuluje transkripci a translaci, tedy celkově působí pozitivně na proteosyntézu. Má vliv na játra a ledviny. Pod jeho vlivem dochází k produkci tzv. somatomedinů v játrech, které stimulují epifýzodiafýzární (růstové) ploténky dlouhých i krátkých kostí a tak působí na růst kostí do délky. Podporuje i rozklad lipidů (lipolýzu) za uvolnění mastných kyselin do krve. V nadměrném množství vyvolává z dlouhodobého hlediska kromě poruch růstu hyperglykemii. Vyvolává pokles močoviny a aminokyselin v krvi a pozitivní dusíkovou bilanci. Nezávisle na aldosteronu zadržuje sodíkové a draselné kationty v krevní plazmě.
Účinky růstového hormonu na tkáně těla mohou být obecně popsány jako anabolické (budování). Stejně jako většina jiných proteinových hormonů působí GH interakcí se specifickým receptorem na povrchu buněk. Zvýšená výška v dětství je nejznámějším účinkem GH. Výška se zdá být stimulována alespoň dvěma mechanismy. Protože polypeptidové hormony nejsou rozpustné v tucích, nemohou proniknout do buněčných membrán. GH tedy vykazuje některé své účinky vazbou na receptory na cílových buňkách, kde aktivuje MAPK / ERK cestu. Prostřednictvím tohoto mechanismu GH přímo stimuluje dělení a množení chondrocytů chrupavky. GH také stimuluje prostřednictvím signální dráhy JAK-STAT produkci inzulinu analogickému růstového faktoru 1 (IGF-1, dříve známého jako somatomedin C), hormonu homologního s proinzulinem. Játra jsou hlavním cílovým orgánem GH pro tento proces a jsou hlavním místem produkce IGF-1. IGF-1 má účinky stimulující růst na širokou škálu tkání. Přídavný IGF-1 je generován v cílových tkáních, čímž se zdá, že je to jak endokrinní, tak autokrinní / parakrinní hormon. IGF-1 má také stimulační účinky na aktivitu osteoblastů a chondrocytů pro podporu růstu kostí. Kromě růstu výšky u dětí a dospívajících má růstový hormon mnoho dalších účinků na tělo: Zvyšuje zadržování vápníku a posiluje a zvyšuje mineralizaci kostí. zvyšuje svalovou hmotu prostřednictvím hypertrofie sarkomeru, podporuje lipolýzu, zvyšuje syntézu bílkovin, stimuluje růst všech vnitřních orgánů s výjimkou mozku, hraje roli v homeostáze, snižuje příjem glukózy v játrech, podporuje glukoneogenezi v játrech, přispívá k udržování a funkci pankreatických ostrůvků, stimuluje imunitní systém, zvyšuje dejodinaci T4 na T3.

## Poruchy tvorby
Nadbytek STH u mláďat vede ke gigantismu, nedostatek naopak k nanismu, který zvláště v dospělosti nemusí být patrný a může se projevit snížením imunitních funkcí. Nadprodukce růstového hormonu v dospělosti se projevuje zvětšováním koncových částí těla (zmohutnění lícních kostí, nadočnicových oblouků, mandibuly, nosu, prstů končetin) a orgánů a vede ke vzniku tzv. akromegalie.
Léčba nedostatku růstového hormonu v pubertě se řeší tak, že je každý den jedinci vpichován do čtyřhlavého stehenního svalu Norditropin Simplexx. Takto se to provádí jen do doby, než se zjistí, zda se mu už plně neuzavřely kostní štěrbiny (např. rentgenem ruky). Pak tato léčba končí. V průběhu léčby se každé tři měsíce uskuteční kontrola, kdy se pacient přeměřuje a váží, řeší se s ním zdravotní problémy a průběh léčby.

## Patologie
Nejčastějším onemocněním přebytku GH je nádor hypofýzy složený ze somatotrofních buněk přední části hypofýzy. Tyto somatotrofní adenomy jsou benigní a pomalu rostou a postupně produkují stále více GH. Po celé roky jsou hlavními klinickými problémy přebytky GH. Nakonec může být adenom dostatečně velký, aby způsobil bolesti hlavy, zhoršil vidění tlakem na optické nervy nebo způsobil nedostatek ostatních hypofýzových hormonů vysídlením. Dlouhodobý přebytek GH zesiluje kosti čelisti, prsty u nohou i rukou, což vede k akromegalii. Doprovodné problémy zahrnují pocení, tlak na nervy, např. syndrom karpálního tunelu, svalovou slabost, nadbytek hormonu vázající globulin (SHBG), inzulinovou rezistenci nebo dokonce vzácnou formu diabetu typu 2 a sníženou sexuální funkci.